# Autosurf
Un autosurf est un logiciel pour faire la promotion d'un site web, et qui va créer automatiquement des visiteurs.
Les autosurfs fonctionnent selon le principe suivant : les utilisateurs lancent une « barre de surf » ou « visionneuse automatique » qui fait afficher les sites des autres membres toutes les « x » secondes (le nombre de secondes est différent d'un autosurf à l'autre) ainsi, chaque site étant visité par plusieurs membres, il reçoit des visiteurs. Ces logiciels sont capables d’offrir une importante augmentation de trafic sur les sites concernés. Les membres gagnent des crédits pour chaque site visité, ces crédits pouvant ensuite être dépensés ou convertis en argent réel. Dans certains autosurfs, un nouveau site peut également être ajouté par une personne externe au réseau en payant.
Certains autosurfs rétribuent les membres par un pourcentage de leurs bénéfices pour visiter les sites références. Cependant, la plupart sont basés sur la notion d’investissement où, pour gagner de l’argent en surfant, les membres doivent tout d’abord payer. Il existe une forte probabilité pour que ces logiciels soient basés sur une chaîne de Ponzi en cas d'obligation de paiement et, à ce titre, interdits par la loi.
Pour les utilisateurs de blogs, cela peut leur permettre de gagner des positions. Tout dépend du blog auquel ils font partie (Skyblog, oldiblog, over-blog etc.). Les plus visités s'affichent dans les classements des sites les plus visités, par conséquent ils deviennent plus populaires. Certains ne soupçonneront même pas l'utilisation d'un autosurf, d'autres ne détectent que les autosurfs les plus connus et il est possible de contourner le problème en s'inscrivant à des autosurfs moins connus.
Selon le principe énoncé plus haut, si un autosurf a peu de membres actifs, les sites vont en réalité s'afficher plusieurs fois chez les mêmes membres. Cela ne sert à rien, certains autosurfs détectant l'adresse IP pour ne pas afficher plusieurs fois le même site mais à ce moment-là les affichages s'écouleront difficilement. Une solution à ce problème consiste à s'inscrire dans plusieurs autosurfs et à surfer un petit peu dans chacun pour avoir son site affiché chez un maximum de membres différents.
Un autosurf permet également de faire connaître son site, surtout si celui-ci vient de s'ouvrir ou si une actualité importante était à mettre en avant. De plus, de nombreux autosurfs permettent de définir un nombre de visite quotidien et de géolocaliser ses visiteurs, afin de cibler un type de public. Un autosurf français aura par conséquent une majorité de membre français pour promouvoir le site dans un environnement francophone.
Autosurf est aussi une marque déposée par Geomedia.